# Khawabi
Khawabi (en árabe: الخوابي), también escrito Qala'at al-Khawabi (en árabe: قلعة الخوابي) es un pueblo y una ciudadela medieval en el noroeste de Siria, administrativamente parte de la Gobernación de Tartus, ubicada a 20 kilómetros al noreste de Tartus y 12 kilómetros al este de al-Sawda en árabe: الخوابي‎
Khawabi está situado en una zona montañosa, rodeada de olivares, en la cordillera de la Costa.
 Las localidades cercanas son: al-Sawda al oeste, Al-Annazah al noroeste, al-Qamsiyah al norte, Brummanet Raad al noreste, al-Shaykh Badr al este, Khirbet al-Faras al sur y Bimalkah al suroeste.
Según la Oficina Central de Estadísticas de Siria, Khawabi tenía una población de 1,039 en el censo de 2004. Sus habitantes son predominantemente musulmanes sunitas. Anteriormente, el pueblo tenía una importante población de ismailitas hasta principios del siglo XX, y durante el período medieval, su ciudadela (Qala'at Khawabi) sirvió como centro de la comunidad ismailí cuando fueron conocidos como los Nizaríes. La ciudadela en sí ha estado habitada desde al menos el siglo XII.

## Historia

### Época medieval
Como muchos de los otros castillos en la costa de Siria, el castillo de Khawabi tiene sus orígenes en la época fenicia (1200 - 539 aC). En el 985, el geógrafo árabe al-Muqaddasi observó que Hisn al-Khawabi la ("Ciudadela de Khawabi") formaba parte del Jund Hims ("Distrito Militar de Homs") durante el califato Abasí. En 1025 la ciudadela fue restaurada por los bizantinos. Khawabi más tarde fue comprado por un tal Mohammed Bin Ali Bin Hamed.
Los cruzados, que se referían a la ciudadela como La Coible, conquistaron Khawabi de Bin Hamed en 1111 y asignaron su cargo de gobernador a un señor local. Sin embargo, el autor y experto en estudios de ismailies, Peter Willey, escribe que no hay pruebas de que los Cruzados lo conquistaran y mantuvieran, aunque se refirieran a él como Coible y lo consideraran un peligro para sus posiciones en las montañas costeras. Poco tiempo después los  ismailies Nazaríes  (entonces conocidos como los "Asesinos") capturaron el castillo de Masyaf en 1141, y después conquistaron Qalaat Khawabi. Cuando el jefe de los ismailies, Rashid al-Din Sinan, convirtió la ciudadela en una formidable posesión en 1160, Khawabi se había convertido en un centro de los ismailies. Parte de las renovaciones de Sinan incluyeron la construcción de una torre en la entrada de la ciudadela y el reemplazo de algunas paredes. Khawabi se convirtió geoestratégicamente en importante para los ismailies, ya que proporcionó una mayor defensa para otras fortalezas de montaña de los ismailies en el suroeste.
Después de que los ismaelíes asesinaran a Raymond, el hijo mayor de Bohemundo IV, el gobernante cruzado de Antioquía, en el interior de una catedral en Tartus, Bohemundo y un refuerzo de Templarios asaltaron Khawabi en 1214. Los ismailíes solicitaron ayuda al gobernante ayyubí de Alepo, az- Zahir Ghazi, quien a su vez acudió a su tío y rival al-Adil, el sultán ayyubí de Egipto. El ejército de ayuda de Az-Zahir sufrió un importante revés cuando la fuerza musulmana fue casi destruida en una emboscada de los cruzados en Jabal Bahra, en los accesos a Khawabi. Sin embargo, después de que el hijo de al-Adil, al-Mu'azzam de Damasco, lanzara varias incursiones contra el distrito de Trípoli de Bohemundo, destruyendo todas sus aldeas, Bohemundo se vio obligado a retirarse de Khawabi y  disculparse ante Az-Zahir.

Los ismailíes mantuvieron su control sobre Khawabi hasta el comienzo de la era mameluca en Siria. En 1273, el sultán mamibra Baibars se anexó y destruyó la ciudadela. A partir de ese momento, aunque los ismailíes continuaron viviendo en la zona con autonomía limitada bajo el gobierno de los mamelucos, la fortaleza desmantelada ya no se usaba con fines militares. El resto de la infraestructura del castillo fue adaptado para fines agrícolas o domésticos. En 1484, el sultán mameluco Qaitbay acabó con el impuesto sobre los productos de telar, el sacrificio de ganado y la reparación de zapatos en Khawabi y en el cercano al-Kahf.

### Época otomana
Durante la era otomana (1516-1918), la ciudadela de Khawabi se convirtió en el centro de Nahiyah Havabi ("Subdistrito de Khawabi"). Originalmente formaba parte del Sanjak de Trípoli, parte del mayor Eyalato de Trípoli. En 1563, Khawabi se separó para formar el Sanjak de Jableh, junto con varios otros subdistritos en la cordillera de la costa. La familia Sha'ir de Trípoli gobernó en Khawabi en el siglo XVIII después de haber sido expulsada de Batroun.
En 1831 la ciudadela y su nahiyah se convirtió en uno del 13 subdistritos del Sanjak de Latakia, entonces bajo la autoridad de los gobernadores de Acre. En 1865 Khawabi fue reasignado al Sanjak de Marqab, parte de la provincia más grande de Trípoli. Los otomanos construyeron una mezquita en 1892-93 con el nombre del Sultan Abdul Hamid II. La región administrativa de Khawabi tenía una mezcla de sectas religiosas según el censo otomano de 1878, en la que los alauitas constituían el 47% de la población qué era de 1,837 habitantes, los musulmanes ismailíes eran el 19% de la población, los  cristianos ortodoxos griegos  el 15%, musulmanes sunnitas el 14% y cristianos maronitas el 5%.

### Época moderna
En 1918-19, durante el período inicial del mandato del mandato francés que siguió a la derrota otomana en Siria, las autoridades francesas transfirieron el centro del nahiyaha al-Sawda como consecuencia de la participación de Khawabi en la revuelta contra los franceses encabezada por el jeque Salih al-Ali, un jeque alawita de la zona. El jeque al-Ali había usado la ciudadela para almacenar armas durante la revuelta. La mayoría de los habitantes ismailíes habían sido evacuados a aldeas cercanas, mientras que un número más pequeño había emigrado a las ciudades de Masyaf y Salamiyah, en su mayoría, en las cercanías de Hama. Las autoridades francesas incendiaron la ciudadela para castigar al pueblo de la fortaleza por su uso contra la ocupación francesa.
Durante el mandato francés, Khawabi se vio ensombrecida por al-Sawda ya que los comerciantes  viajaban a esta última ciudad para realizar transacciones comerciales en lugar de a Khawabi como en la época otomana. Mientras Khawabi declinó rápidamente, al-Sawda se convirtió en un centro regional dinámico con una clínica, una escuela secundaria y una amplia gama de tiendas. La población ismailí en la aldea había ido disminuyendo gradualmente y en 1930 no existía ninguno. Hoy en día, los habitantes de Khawabi son en su mayoría musulmanes sunitas. La mayoría de los residentes ismailíes huyeron del pueblo después de disputas con los residentes musulmanes sunitas sobre tierras y ganado. La disputa finalmente llevó a los sunnitas a invitar a las milicias alauitas, que también estaban en conflicto con los ismailíes durante ese tiempo, para que atacaran a la comunidad. Cerca de 100 residentes fueron asesinados y miles más en el área huyeron a Tartus. La mayoría de los antiguos habitantes ismailíes de Khawabi se mudaron a la aldea cercana de Aqir Zayti. Hay otras dos aldeas ismailíes en las cercanías de Khawabi: Awaru (al oeste) y Brummanet Raad al noreste.
Entre 1970 y 1998, gran parte del área construida del extremo norte de la fortaleza fue desmantelada. Los habitantes actuales, que se dividen en ocho familias principales, son dueños de sus casas en el pueblo y son en gran medida autosuficientes. Aunque estaban conectados a la electricidad, en 1998 no había líneas telefónicas. Una casa adyacente a la ciudadela central sirve como residencia del jefe de la comunidad de Khawabi. La ciudadela está actualmente registrada como propiedad privada por la Dirección de Antigüedades y Museos de Siria.

## Arquitectura de la fortaleza
La ciudadela de Khawabi mide 350 metros por 200 metros, con una superficie total de aproximadamente 70.000 metros cuadrados. Tiene una sola entrada que está precedida por dos tramos de escaleras adaptadas para el paso de la caballería. La primera parte consta de 20 peldaños, que conducen al segundo tramo que tiene 40 peldaños hacia la caseta de entrada que aún se conserva en el extremo norte de la fortaleza. La caseta tiene una entrada doble protegida por arcos y las ventanas de su piso superior se han ampliado.

La fortaleza consta de dos secciones principales, Harat Rashid al-Din Sinan (conocida como Bayt al-Agha por los residentes) y Harat al-Saki. La primera ocupa la parte superior de la ciudadela y muchas de sus características históricas, con la excepción de sus bodegas y establos, prácticamente desaparecieron con la construcción de nuevas viviendas en los años noventa. Las partes visibles de la pared en esta sección consisten en un delgado hormigón reforzado, típico de los diseños arquitectónicos de la era otomana tardía. Harat al-Saki conserva gran parte de su carácter histórico, con sus residencias en ruinas, paredes medievales y bodegas. Aunque algunos residentes de la ciudadela han construido casas nuevas al desmantelar algunas partes de las paredes, la mayoría de los residentes de Harat al-Saki han construido fuera de las paredes de la ciudadela.
La parte oriental de Qala'at Khawabi contiene las principales defensas de la fortaleza, aunque su extremo norte también está fuertemente reforzado. La última parte de la fortaleza posee compartimentos destinadas al almacenamiento de agua. En el centro de la fortaleza se encuentra la ciudadela que está protegida por muros dobles. Un camino estrecho de norte a sur, desde el cual se ramifican dos callejones hacia las secciones este y oeste, corre por el centro de la fortaleza. Willey consideró que la mampostería de piedra que aun queda de las paredes exteriores estaba "bien", en desacuerdo con la opinión generalmente desfavorable del experto en arquitectura sirio Ross Burns sobre las paredes de piedra de Khawabi.